# Megu Gede
Megu Gede is een bestuurslaag in het regentschap Cirebon van de provincie West-Java, Indonesië. Megu Gede telt 9068 inwoners (volkstelling 2010).